# Evelyn Gandy
Edythe Evelyn Gandy (* 4. September 1920 in Hattiesburg, Mississippi; † 23. Dezember 2007 ebenda) war eine US-amerikanische Politikerin. Zwischen 1976 und 1980 war sie Vizegouverneurin des Bundesstaates Mississippi.

## Werdegang
Evelyn Gandy absolvierte die University of Southern Mississippi. Nach einem anschließenden Jurastudium an der University of Mississippi und ihrer 1943 erfolgten Zulassung als Rechtsanwältin begann sie in diesem Beruf zu arbeiten. Als erste Frau überhaupt gab sie die Fachzeitung Mississippi Law Journal heraus. Bis 1947 zählte sie zum Stab des ehemaligen Gouverneurs und damaligen US-Senators Theodore G. Bilbo. Politisch gehörte sie wie Bilbo der Demokratischen Partei an. 1947 wurde sie in das Repräsentantenhaus von Mississippi gewählt; 1959 war sie als Assistant Attorney General stellvertretende Generalstaatsanwältin ihres Staates. Zwischen 1960 und 1964 sowie nochmals von 1968 bis 1972 war sie als State Treasurer Finanzministerin von Mississippi. Danach war sie Versicherungsbeauftragte der Staatsregierung.
1975 wurde Gandy an der Seite von Cliff Finch zur Vizegouverneurin von Mississippi gewählt. Dieses Amt bekleidete sie zwischen 1976 und 1980. Dabei war sie Stellvertreterin des Gouverneurs und Vorsitzende des Staatssenats. Sie war die erste Frau, die dieses Amt im Staat Mississippi innehatte. In den Jahren 1979 und 1983 scheiterte sie in den Gouverneursvorwahlen ihrer Partei. Nach ihrer Zeit als Vizegouverneurin praktizierte sie wieder als Anwältin. Sie starb nach langer Krankheit am 23. Dezember 2007 in ihrer Heimatstadt Hattiesburg.